# Květoslava Vonešová
Květoslava Vonešová (21. prosince 1935 Nový Jičín – 1. listopadu 2020) byla česká komorní pěvkyně, básnířka, spisovatelka a herečka.

## Život
Byla absolventkou brněnské konzervatoře v oboru sólového zpěvu. Působila jako pěvecký pedagog a komorní pěvkyně přes Pražské kulturní středisko a Pragokoncert.
Obor komorního žánru v sobě zahrnoval nejen díla starých mistrů, ale i díla v té době žijících skladatelů, jako byl například Silvestr Hippmann, Petr Eben, Klement Slavický, Ilja Hurník a mnoho dalších. Během svého působení nastudovala přes 800 písní a árií, a z pěvecké soutěže o nejlepšího písňového interpreta obdržela Diplom za vynikající pěvecký výkon.
Po revoluci působila částečně i jako filmová herečka převážně v zahraničních filmech a doma ve vedlejších rolích s režisérkou Věrou Chytilovou.
Jako spisovatelka měla ve své literární činnosti schopnost zaměřit se na různorodá témata, ať už v poučných pohádkách pro nejmenší děti, nebo na profesní pěveckou tematiku.
Čtenáři nejvíce oceněnou knihou[zdroj⁠?!] se stala její básnická sbírka Zpověď Lásky a Nelásky.
V její poslední knize (2015) Ti, na něž se zapomíná autorka vypráví o svém umělecky bohatém životě, historicky se protínajícím nacistickým, komunistickým a porevolučním režimem. Ve své autobiografii se vyznává ze svých osobních zkušeností v milostných a mezilidských vztazích.
Na sklonku života[kdy?] se věnovala charitativní činnosti.